# Megachile addita
Megachile addita är en biart som beskrevs av Pasteels 1965. Megachile addita ingår i släktet tapetserarbin, och familjen buksamlarbin. Inga underarter finns listade i Catalogue of Life.